# Манукян, Андре
Андре́ Манукя́н (André Manoukian, род. 9 апреля 1957) — французский композитор, пианист, джазмен, аранжировщик и музыкальный продюсер, автор песен, радиоведущий.
Родился в Лионе, в армянской семье. На пианино играет с 7 лет, окончил Колледж музыки в Беркли (Бостон). Позже во Франции основал джаз-бэнд Horn Stuff. Автор хитов Лианы Фольи и Мальи, продюсер альбомов Шарля Азнавура и Жильбер Беко. Известен также по ТВ-программе «Новая звезда».
В 2000 году выходит альбом WOCK Kemaan (BMG France), где Андре выступает продюсером, участвует в записи на клавишных. Заглавная песня альбома «Sama Amie» является официальным гимном гонки «Ралли Париж — Дакар».
Комментировал полуфинал и финал конкурса песни Евровидение-2019.